# Una O'Connor
Una O'Connor (n. 23 octombrie 1880, Belfast, Regatul Unit – d. 4 februarie 1959, New York City, New York, SUA) a fost actrita irlandez-americana care a lucrat extensiv in teatru inainte de a deveni actrita personala in film si televiziune. Ea a reprezentat adesea soții comice, gospodine și servitor.

## Viata si munca
Născută Agnes Teresa McGlade la o familie naționalistă catolică din Belfast , Irlanda. Deși mama ei a murit la vârsta de doi ani, tatăl ei era agricultor, garantând că familia avea întotdeauna venituri din familii. [1] A plecat în curând în Australia, iar McGlade a fost crescut de o mătușă, studiind la Școala St Dominic, la Belfast, la școlile de mănăstiri și la Paris . Gândindu-se să urmeze învățământul, ea sa înscris la Școala de Artă de Sud din Kensington . [1]
Înainte de a-și asuma funcții de predare, ea sa înscris la Școala de Actori Abbey (afiliată cu Teatrul din Abbey din Dublin ). [1] Cariera ei cu Abbey a fost între 1912 - 1934, unde a interpretat în multe producții, acestea fiind listate în Arhivele Teatrului Abbey. [2] Și-a schimbat numele când și-a început cariera în actorie la Teatrul Abbey. Una dintre primele ei apariții a fost în filmul lui George Bernard Shaw, " The Shewing-Up of Blanco Posnet", în care a jucat rolul unei fetițe de ranch american. Productia a avut loc la Dublin, precum si la New York, inaugurata la 20 noiembrie 1911 la Teatrul Maxine Elliott , marcand debutul american al lui O'Connor. [1] [3]
Până în 1913, ea avea sediul la Londra, unde a apărut în Magic Jug , The Starlight Express (1915-16 la Teatrul Kingsway) și Paddy the Next Best Thing . La începutul anilor 1920, ea a apărut ca o servitoare cocoșilor în Plus Fours urmată în 1924 de portretul ei de o chelneriță în rolul lui Frederick Lonsdale , The Fake . Într-o revizuire a unui singur paragraf, un comentator anonim a remarcat că "serviciul de comedie scăzut al hotelului Una O'Connor a fost efectiv gestionat". [4] Cel de-al doilea spectacol a jucat și la New York (cu O'Connor în distribuție), deschis la 6 octombrie 1924 la Teatrul Hudson . O revizuire a spectacolelor New York din The Fake descrie detaliile complotului, dar apoi menționează
... doi jucători de excelență mai mult decât obișnuită. În cel de-al treilea act al The Fake apare o scenă între Una O'Connor și Godfrey Tearle, cu doamna O'Connor ca o chelneriță, încercând un fel de flirtă brută cu domnul Tearle. El nu răspunde deloc și dorința, patosul acestei fetițe servitoare, când ea și-a epuizat farmecele și nu primește nici o încurajare, este simplul fapt al a ceea ce ar trebui să fie portretul de caractere atent. Miss O'Connor se află pe scenă numai pentru acest act unic, dar în acest scurt interval de timp înregistrează o impresie de neșters. In mod corect, a marcat una dintre cele mai bune hituri ale spectacolului. [5]
Aceste două piese în care ea a portretizat slujitori și chelnerițe par să fi prezentat cariera ei viitoare. Revenind la Londra, a cântat în The Ring o 'Bells (noiembrie 1925), Autumn Fire (martie 1926), Villa Distinguished (mai 1926), [1] și Quicksands of Youth (iulie 1926). [6] Când Fire de toamnă a făcut turul SUA, deschizându-se în primul rând în Providence, Rhode Island, criticul a scris: "Una O'Connor, care joacă Ellen Keegan, săraca fiică a unei fiice, amărâtă împotriva vieții și iubirii, Excelența ei va câștiga, fără îndoială, dragostea unui public american ". [7]
A făcut prima ei apariție pe film în 1929 Trandafiri roșii închise , urmată de Murder! (1930) regizat de Alfred Hitchcock , și o parte necredibilă în " To Oblige a Lady" (1931).
În ciuda uceniciei ei lungi, nu atrasese prea multă atenție. Criticul britanic Eric Johns a reamintit întâlnirea cu ea în 1931, în care a mărturisit că "nu știu ce o să fac dacă nu muncesc ... Sfârșitul economiilor mele este în vedere și dacă nu se întâmplă ceva în curând, Nu voi putea să plătesc chiria. [8] Norocul ei sa schimbat când a fost aleasă de Noel Coward să apară în Cavalcade la Teatrul Regal, Drury Lane în 1933. Exprimându-și surpriza că Coward a observat-o, Coward a răspuns că a vizionat-o de ani de zile și a scris partea cu ea în minte. [8] Ea a portretizat un servitor edwardian, care se transformă într-o femeie de sine stătătoare. [8] Când cortina a coborât după un spectacol la care au participat directori de la Hollywood , ei și-au exclamat unul altuia: "Trebuie să avem o femeie irlandeză. Succesul ei a determinat-o să-și reia rolul în versiunea cinematografică a lui Cavalcade , iar cu succesul său, O'Connor a decis să rămână în Statele Unite.
Printre cele mai de succes și mai bine amintite roluri ale lui O'Connor sunt spectacolele sale comice în Whale's The Invisible Man (1933), soția publicistului și în Bride of Frankenstein (1935), în calitate de menajeră a baronului. A apărut în filme precum The Informer (1935). Simțindu-se de casă, în 1937 sa întors la Londra timp de douăsprezece luni în speranța de a găsi o parte bună, dar nu a găsit nimic care să o intereseze. În timp ce în Anglia a apărut în trei filme de televiziune. [9] În 1939, ea a apărut într-o producție de televiziune BBC a unei piese de teatru irlandez Teresa Deevy numită In Search of Valor, unde a jucat rolul lui Stasia Claremorris. După întoarcerea în America, spațiile de depozitare care-i găzduiau mobila și mașina au fost distruse într-una dintre loviturile The Blitz , pe care le-a luat ca semn pentru a rămâne în America. [8]
Cariera ei de film a continuat mai ales cu The Sea Hawk (1940) și Bells of St. Mary's (1944). A apărut, de asemenea, în susținerea rolurilor în diferite producții de scenă și a obținut un succes remarcabil în rolul lui Janet McKenzie, domnul aproape surd, în Martorul lui Agatha Christie pentru procuratură la Teatrul lui Henry Miller de pe Broadway din 1954-56; ea a apărut, de asemenea, în versiunea filmului în 1957, în regia lui Billy Wilder . Ca unul dintre martori, în ceea ce era în esență o dramă serioasă, caracterul lui O'Connor era destinat să ofere o ușurare comică . Era performanța ei finală. [8]
După o pauză de la începuturile sale în televiziune, ea a preluat mediul din nou până în 1950. [9] În 1952, ea a fost în măsură să afirme că ea a fost în 38 de producții în acel an singur. [11] Într-un articol rar pe care la creat, O'Connor a chemat să lucreze în televiziune "cea mai exigentă și mai nervoasă experiență care mi-a venit vreodată. Este o încercare de a face două lucruri simultan, o combinație de scenă și tehnici de ecran cu compensații ale nici ... " [11] Observând că mulți actori disprețuiesc munca de televiziune, O'Connor a spus că îi plăcea pentru că îi permitea să joace multe părți. Ea a plâns că pregătirea pentru munca de televiziune a fost o perioadă prea scurtă pentru ca un actor să înțeleagă pe deplin adâncimile caracterizării rolului, dar că a arătat o atitudine actorului prin cantitatea enormă de muncă necesară. Tonalitatea care acționează singură nu este suficientă pentru această slujbă, necesită o concentrare intensă, o alertă rapidă care poate face schimbări în direcția ultimului minut ... " [11] O'Connor a concluzionat cu precizie:" Sună fantastic și asta e exact ceea ce este, dar, de asemenea, un câmp de ocupare a forței de muncă care a ajuns să rămână. Ca atare, este mai mult decât binevenit aici, în cazul în care teatrul viu pare a se îndrepta cu hotărâre în mod invers. [11]
Se pare că a fost "resemnată fericit" că a fost tipărită ca servitor. "Nu există nici un fel de proiectare într-o carieră de actorie, ci doar mergeți împreună cu valul. De nouă ori dintr-o parte, o parte reușită vă va pune într-o rutină de la care numai un miracol vă poate împinge". [12]
Inima ei slabă a fost detectată încă din 1932, când sosirea ei în America a început cu detenție la Ellis Island din cauza unei "afecțiuni cardiace congenitale". La apariția ei în versiunea scenică a martorului pentru procuratură, a trebuit să rămână în pat toată ziua, apărând doar pentru a ajunge la teatru și apoi a lăsat apelurile de cortină devreme pentru a se întoarce în patul ei. Apariția ei în versiunea filmului era destinată să fie ultima ei. [8]